# Styx
Trong thần thoại Hy Lạp, Styx (tiếng Hy Lạp: Στυξ) là một con sông tạo nên ranh giới giữa trần gian và âm phủ - thế giới thuộc quyền cai trị của thần Hades. Nữ thần sông Styx là con gái của thần hải dương Oceanus (hay Okeanos). Theo thần thoại Hy Lạp, con sông này bao quanh thế giới của thần Hades 9 vòng. Nữ thần Thetis đã nhúng con trai bà là anh hùng Achilles xuống dòng sông này để cho chàng trở nên bất tử. 

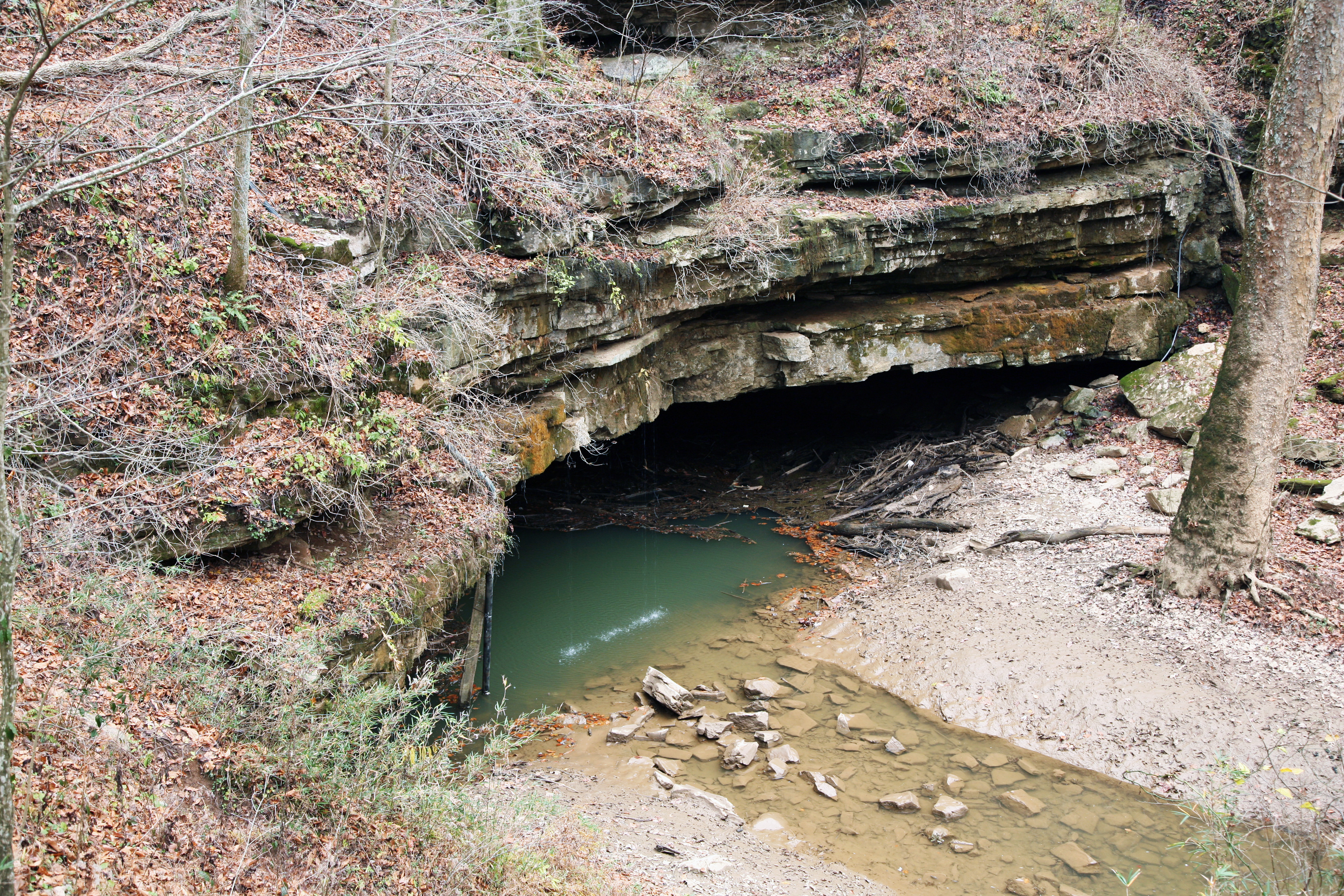
Sông Styx ở Vườn quốc gia hang Mammoth

Chuyện cũng kể về Phaëton, con trai thần mặt trời Helios, vì muốn chứng minh cho các bạn thấy mặt trời là cha mình nên cậu đã lấy cỗ xe mặt trời của cha đi chọc phá các bạn; làm rừng núi bị thiêu trụi, sông biển cạn khô, làng mạc bị đốt cháy... Zeus thấy vậy, liền dùng sét đánh thẳng vào cậu bé. Phaëton bị sét đánh chết ngã khỏi cỗ xe mặt trời và rơi xuống sông Styx. Các tiên nữ chôn cất Phaëton bên bờ sông. Các chị gái của cậu tìm đến,khóc than và biến thành những cây xương rồng bên mộ. Những giọt nước mắt của họ rơi xuống sông, biến thành những hạt ngọc Vì vậy mà đến bây giờ, người ta vẫn tìm thấy ngọc trên dòng sông này. Chú thích thêm, việc các chị gái và mẹ cậu có nơi ghi là biến thành cây Bạch Dương và nước mắt thành hổ phách.